# ISO 3166-2:ET
ISO 3166-2:ET — стандарт Международной организации по стандартизации, который определяет геокоды. Является подмножеством стандарта ISO 3166-2, относящимся к Эфиопии. Стандарт охватывает 9 регионов и 2 города Эфиопии. Каждый геокод состоит из двух частей: кода Alpha2 по стандарту ISO 3166-1 для Эфиопии — ET и дополнительного кода, записанных через дефис. Дополнительный двухбуквенный код образован созвучно названию региона, города. Геокоды регионов Эфиопии являются подмножеством кодов домена верхнего уровня — ET, присвоенного Эфиопии в соответствии со стандартами ISO 3166-1.

## Геокоды Эфиопии
Геокоды 2 городов и 9 регионов административно-территориального деления Эфиопии.
| Геокод | Административная единица                                       | Статус |
| ------ | -------------------------------------------------------------- | ------ |
| ET-AA  | Аддис-Абеба                                                    | город  |
| ET-AM  | Амхара                                                         | регион |
| ET-AF  | Афар                                                           | регион |
| ET-BE  | Бенишангуль-Гумуз                                              | регион |
| ET-GA  | Гамбела                                                        | регион |
| ET-BB  | Дыре-Дауа                                                      | город  |
| ET-OR  | Оромия                                                         | регион |
| ET-SN  | Область Народностей Южной Эфиопии                              | регион |
| ET-SO  | Сомали (регион)                                                | регион |
| ET-TI  | Тыграй                                                         | регион |
| ET-HA  | [[File:\|class=noresize\|link=\|alt=\|22x20px\|border]] Харари | регион |

## Геокоды пограничных Эфиопии государств
- Эритрея — ISO 3166-2:ER (на севере),
- Джибути — ISO 3166-2:DJ (на северо-востоке),
- Сомали — ISO 3166-2:SO (на юге),
- Кения — ISO 3166-2:KE (на юге),
- Судан — ISO 3166-2:SD (на северо-западе),
- Южный Судан — ISO 3166-2:SS (на юго-западе).